# تپه شهر سوخته ۱۸۷
تپه شهر سوخته ۱۸۷ مربوط به هزاره سوم قم است و در شهرستان زابل، بخش شیب آب، دهستان لوتک، روستای حومه شهر سوخته، ۱۲ کیلومتری شرق پایگاه باستان‌شناسی شهر سوخته واقع شده و این اثر در تاریخ ۱۵ اسفند ۱۳۸۵ با شمارهٔ ثبت ۱۷۹۶۶ به‌عنوان یکی از آثار ملی ایران به ثبت رسیده است.